# عرفان دگیرمنچی
عرفان دگیرمنچی (ترکی استانبولی: İrfan Değirmenci (زاده ۳ نوامبر ۱۹۷۷، آنکارا) یک سردبیر و روزنامه‌نگار ترک است.
دگیرمانچی در ۳ نوامبر ۱۹۷۷ در آنکارا به دنیا آمد. پدرش اهل کوملوک آنتالیا و مادرش اهل افیون قرهیسور است. دوره راهنمایی و دبیرستان را در کالج TED آنکارا خواند. او از دانشگاه آنکارا، دانشکده ارتباطات فارغ‌التحصیل شد. وی فعالیت خود را از سال ۱۳۷۵ در تلویزیون اوستیم آغاز کرد. وی پس از سخنرانی در برنامه عرصه سیاسی به دعوت علی کرچا به عنوان کارآموز به وی دعوت شد. او دوره کارآموزی خود را در ATV به پایان رساند. ۳۱ مهر ۱۳۷۸ علی کرچا به همراه تیمش به ATV رفت. پس از آن شروع به تولید اخبار زنده در آنکارا کرد که معمولاً اخبار سیاسی در آنجا منتشر می‌شود. او در سال ۲۰۰۱ به استار تی وی، در سال ۲۰۰۳ به CNN Türk و در سال ۲۰۰۵ به کانال دی نقل مکان کرد. او ارائه İrfan Değirmenci ile Çalar Saat در شبکه FOX در سال ۲۰۰۷ آغاز کرد و سه سال در این کانال ماند. در سال ۲۰۱۰–۲۰۱۷ با کانال د İrfan Değirmenci ile Günaydın ارائه شد. در فوریه ۲۰۱۷، کانال D فعالیت خود را متوقف کرد. برخی محافل و دوگیرمانجی با انتشار بیانیه ای در توئیتر دلیل این اظهارات را مخالفت وی با رفراندوم اصلاح قانون اساسی اعلام کردند. او در سپتامبر و دسامبر ۲۰۱۸ برنامه ای به نام عرفانی هور را در کانال یوتیوب بابالا تولید کرد. در حال حاضر او İrfan Değirmenci ile Halk Ana Haber را در تلویزیون Halk ارائه می‌دهد. نام پدرش کمال دگیرمنجی، نام مادرش Ülkü Değirmenci، نام خواهر بزرگش شوله ارتورک است. او دو برادرزاده به نام‌های کمال بوراک و ترکان ادا دارد.

## آثار تلویزیونی
| کانال          | تاریخ‌های کاری                 | برنامه‌های ویژه ارائه شده‌است                 |
| -------------- | ----------------------------- | ------------------------------------------- |
| تلویزیون OSTIM | ژانویه ۱۹۹۶–۲۴ اکتبر ۱۹۹۹     |                                             |
| ATV            | ۲۵ اکتبر ۱۹۹۹–۱۶ سپتامبر ۲۰۰۱ |                                             |
| استار تی وی    | ۱۷ سپتامبر ۲۰۰۱–۲۹ اوت ۲۰۰۳   |                                             |
| سی ان ان ترک   | ۳۰ اوت ۲۰۰۳–۴ سپتامبر ۲۰۰۵    |                                             |
| کانال D        | ۵ سپتامبر ۲۰۰۵–۲۹ ژوئن ۲۰۰۷   |                                             |
| FOX            | ۳۰ ژوئن ۲۰۰۷–۱ آوریل ۲۰۱۰     | İrfan Değirmenci ile Çalar Saat             |
| کانال D        | ۳ مه ۲۰۱۰–۱۱ فوریه ۲۰۱۷       | İrfan Değirmenci ile Kanal D Haber Günaydın |
| تلویزیون هالک  | ۱ آوریل ۲۰۱۹ - اکنون          | İrfan Değirmenci ile Halk Ana Haber         |

## کتاب‌های نوشته شده
- ۲۰۱۷ - بیایید بخوابیم و بیدار شویم (Bir Uyuyup Uyanalım)[۴]
- ۲۰۱۸ - هرلاندا ISBN 9789751038814

## جوایز
- (۱۳۹۲) ۴. مراسم اعطای جایزه درخت بلورین - کارآفرین برتر عرصه تلویزیون در سال ۱۳۹۲ (انجمن کارآفرینان جوان DDTT)
- (۲۰۱۴) ۴۱مین جوایز پروانهٔ طلایی - بهترین مجری اخبار مرد (کانال D)